# Милосавлевич Мирослав Міланович
Мирослав Милоса́влевич (серб. Мирослав Милосављевић; 28 серпня 1928, Буровац) — сербський вчений в галузі виноградарства. Доктор сільськогосподарських наук, професор.

## Біографія
Народився 28 серпня 1928 року в селі  Буровац (тепер община Петровац-на-Млаві Бранічевского округу, Сербія).  Початкову освіту здобув в школі в рідному селі, навчався в сільськогосподарській та комерційній школі в Крагуєваці та сільськогосподарській школі в Буково (Неготін). 1953 року закінчив сільськогосподарський факультет в Земуні. Понад 30 років був професором сільськогосподарського факультету Белградського університету в галузі ампелології.
З 1993 року на пенсії.
Нагороджений орденом «За трудові заслуги».

## Наукова діяльність
Вніс великий внесок в підготовку спеціалістів вищої кваліфікації для виноградарства Югославії. Автор понад 90 наукових праць з фізіології виноградної лози, удобрення та живлення винограду, розмноження виноградної лози, технології виробництва посадкового матеріалу, ампелотехніки, в тому числі монографій «Виноградарство» і «Фізіологія виноградної лози».